# Biloxi (Mississippi)
Biloxi (nach dem gleichnamigen Indianerstamm Biloxi ) [bɪˈlɑːksɪ] ist eine Stadt im Harrison County im Süden des US-Bundesstaates Mississippi mit 49.449 Einwohnern (laut Volkszählung im Jahr 2020), die vor allem Arbeitsplätze in Spielkasinos, im Tourismus, in der Keesler Air Force Base (KAFB) und in der Fischerei haben. Biloxi hat eine Größe von 120,5 km², wovon 98,5 km² auf Land- und 22 km² auf Wasserfläche entfallen.
90 % der 22.115 Gebäude der Stadt wurden durch den Hurrikan Katrina am 29. August 2005 zertrümmert, 53 Einwohner starben. Durch die Zerstörung der Hotels, Motels und der Spielkasinos gingen tausende Arbeitsplätze verloren. Als Mississippis Gouverneur Haley Barbour in das Katastrophengebiet kam, sagte er: „Biloxi ist nicht zerstört, Biloxi existiert nicht mehr.“ Inzwischen geht der Wiederaufbau der Stadt voran, aber viele Grundstücke sind im Jahr 2007 noch nicht erneut bebaut. Die Bevölkerungszahl sank infolgedessen von 50.644 Einwohnern im Jahr 2000 auf 44.054 (2010). Dies entspricht einem Rückgang von 13 % und nahezu der Einwohnerzahl des Jahres 1960. Sechs der Kasinos sind bis 2007 wieder eröffnet worden.

## Die Stadt Biloxi

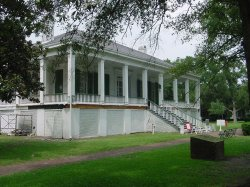
Beauvoir, das 1848 erbaute Wohnhaus des Südstaaten-Präsidenten Jefferson Davis vor seiner Zerstörung durch den Hurrikan Katrina.

Biloxi liegt auf einer Halbinsel an der Küste des Golfes von Mexiko, das Meer ist jedoch relativ seicht, da eine Inselkette vorgelagert ist. Die Stadt war bekannt für ihre so genannten Antebellum-Häuser, die malerisch an der Küstenstraße des U.S. Highway 90 lagen. Beauvoir, das 1848 erbaute Wohnhaus des Präsidenten der konföderierten Südstaaten im Amerikanischen Bürgerkrieg Jefferson Davis wurde nach der Zerstörung durch den Hurrikan Kathrina bis 2008 wieder aufgebaut und am 3. Juni 2008 eröffnet. Der Masterplan für das National Historic Landmark Beauvoir sieht bis zum Jahr 2012 die Rekonstruktion der gesamten historischen Anlage mit der Präsidentenbibliothek, dem Soldatenfriedhof der konföderierten Südstaaten und dem historischen Garten vor. Unweit davon wurde das im Bau befindliche Ohr-O'Keefe Museum of Art, einer der größten Museumskomplexe der Südstaaten, das von dem Architekten Frank O. Gehry entworfen worden ist, von dem Hurrikan Katrina zerstört. Der George Ohr Gallery Pavilion ist zurzeit teilweise ausgelagert; der Ausstellungsbetrieb in den ersten Museumspavillons des Gehry-Komplexes soll im November 2010 beginnen. Neben dem Welcome Center sind das die Gallery of African American Art sowie die IP Casino Resort Spa Exhibitions Gallery. Die restlichen Museumspavillons werden in den folgenden Jahren fertiggestellt.
Die Liberalisierung der Glücksspielgesetze 1992 in Mississippi hatte in Biloxi bis 2005 zwölf große Kasinos entstehen lassen. Die Stadt galt als Glücksspielzentrum der südlichen USA und war ein beliebtes Reiseziel vor allem für Tagesausflügler aus den Nachbarstaaten, vor allem aus den nahe liegenden Städten New Orleans und Mobile.
Wahrzeichen von Biloxi ist der 1848 erbaute Leuchtturm, der auf einer Verkehrsinsel inmitten des in den siebziger Jahren entstandenen Highway 90 steht. Er hielt dem Hurrikan Katrina stand.
Im benachbarten Gulfport befindet sich der Gulfport-Biloxi International Airport, der auch die Stadt Biloxi versorgt. Umgeben von Biloxi und der Back Bay of Biloxi liegt die Keesler Air Force Base (KAFB), eine Basis der United States Air Force. Hier sind unter anderem seit 1993 die Hurricane Hunters stationiert, das 53rd Weather Reconnaissance Squadron, eine Einheit, die im Atlantik und der Karibik mit Lockheed C-130-Flugzeugen in tropische Stürme hineinfliegt und dort Wetterdaten aufzeichnet.

## Hurrikan Katrina im Jahr 2005

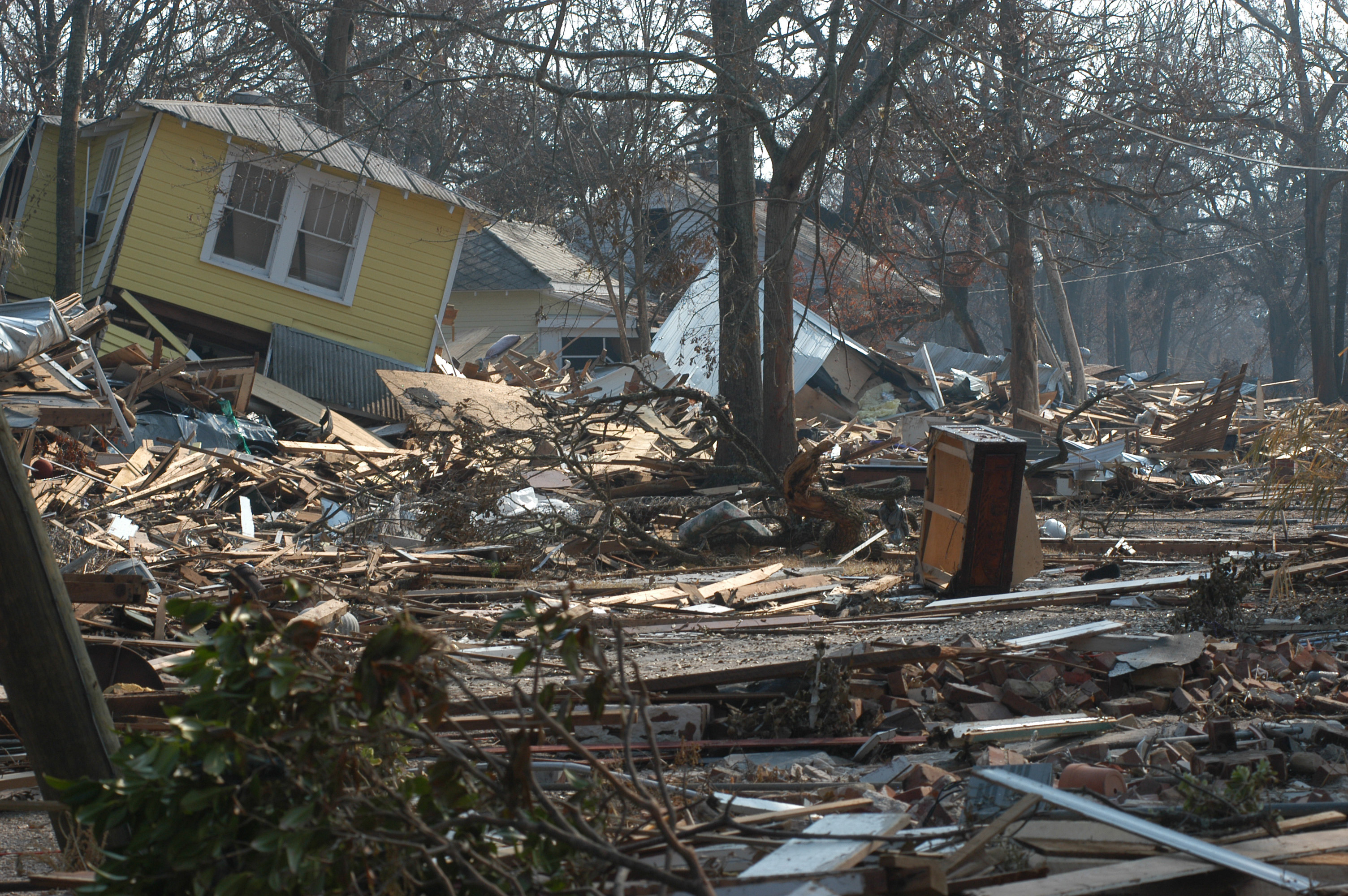
Hurrikan Katrina: verwüstete Häuser …

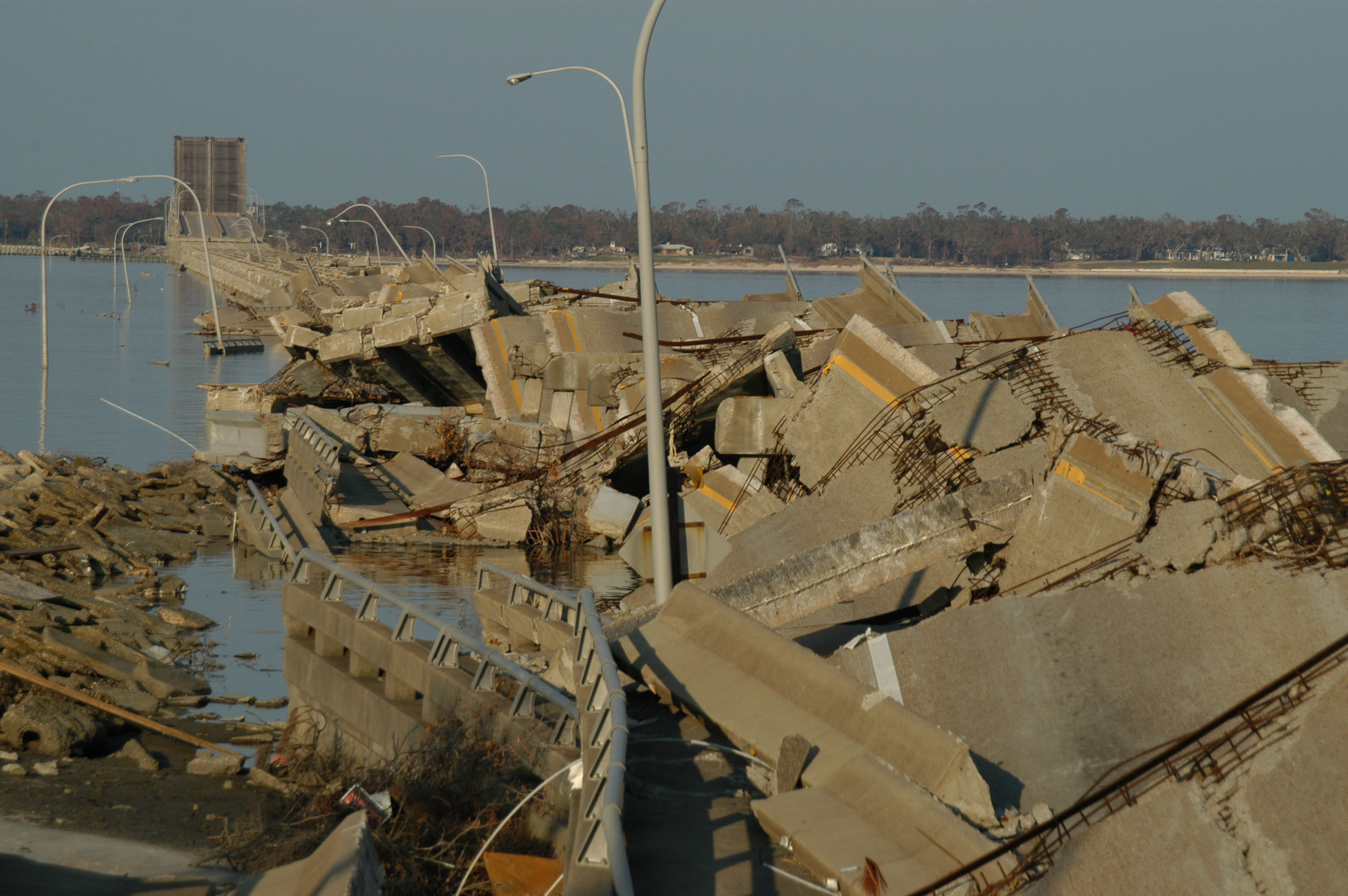
… und zerstörter Highway 90

Der Hurrikan Katrina hatte am 29. August 2005 eine Windgeschwindigkeit von 217 km/h und verursachte eine bis zu neun Meter hohe Flutwelle, die die Stadt Biloxi überflutete und große Zerstörungen anrichtete. Nur wenige größere Betongebäude sind stehen geblieben, auch sie wurden schwer beschädigt. Einige der im Hafen vertäuten schwimmenden Kasinos wurden losgerissen und vom Sturm bis zu 500 Meter weit aufs Land geworfen, was dort weitere Zerstörungen zur Folge hatte.
Wegen der Zerstörung der meisten schwimmenden Spielkasinos, vieler Hotels und Motels sowie zahlreicher Industriebetriebe der Stadt gingen tausende Arbeitsplätze verloren. Inzwischen haben das Repräsentantenhaus und der Senat des Staates Mississippi das Glücksspielgesetz so geändert, dass die Kasinos der Küstenregion ihre Gebäude bis zu 800 Fuß vom Wasser entfernt auf dem Land errichten müssen und sie nicht mehr im Wasser verankern dürfen (Anfang Oktober 2005).

## Söhne und Töchter der Stadt
- George E. Ohr (1857–1918), der „verrückte Töpfer von Biloxi“
- Dink Johnson (1892–1954), Jazzmusiker
- Jimmy Bertrand (1900–1960), Jazz- und Blues-Schlagzeuger
- Frank O’Beirne (1903–1998), Offizier der Navy, Vizeadmiral
- Vincent Thomas (1907–1980), Politiker
- Fred Haise (* 1933), ehemaliger Astronaut
- Eugene Antonio Marino (1934–2000), Erzbischof von Boston
- Ted Hawkins (1936–1995), Singer-Songwriter und Blues-Musiker
- Mary Ann Mobley (1937–2014), Schauspielerin und Miss America (1959)
- Brenda Venus (* 1947), Schauspielerin
- Chris LeDoux (1948–2005), Country-Sänger und professioneller Rodeo-Reiter
- Ann S. Moore (* 1950 in Biloxi oder in McLean, Virginia), Medienmanagerin
- Sherry Buchanan (* um 1954), Schauspielerin
- Eric Roberts (* 1956), Schauspieler
- Paul J. Selva (* 1958), Militärpilot und General der USAF
- Kevin Robertson (* 1959), Wasserballspieler
- Jamie Goodwin (* 1961), Schauspieler
- Mykel Shannon Jenkins (* 1969), Schauspieler
- Matt Barlow (* 1970), Metal-Sänger
- Kristean Porter (* 1971), Freestyle-Skierin
- Laura Bailey (* 1981), Synchronsprecherin
- Belladonna (* 1981), Pornodarstellerin und -regisseurin
- Ronald Dupree (* 1981), Basketballspieler
- Joshua Alba (* 1982), Schauspieler
- Chris Carson (* 1994), American-Football-Spieler
- Damien Lewis (* 1997), American-Football-Spieler

## In der Kultur
- Die Stadt ist Schauplatz des Spielfilms Biloxi Blues aus dem Jahre 1988.
- Die Handlungen der Romane Das Urteil (The Runaway Jury), Der Partner (The Partner), Der Richter (The Summons), Die Liste (The Last Juror) und Feinde (The Boys from Biloxi) von John Grisham spielen in der Stadt.